# Побутові послуги
Побуто́ва по́слуга — вид діяльності суб'єктів підприємницької діяльності, пов'язаної із задоволенням конкретної побутової потреби індивідуального замовника. Інша версія (опосередкована).
Послуги і продукція у сфері побутового обслуговування — це послуги, які пов'язані з веденням домашнього господарства, виконанням різноманітних ремонтних робіт, забезпеченням санітарно-гігієнічних та інших потреб населення, а також з виготовленням за індивідуальними замовленнями особистих речей та предметів господарського призначення.
Види побутових послуг:
- виготовлення взуття за індивідуальним замовленням:
  - виготовлення повсякденного взуття:
  - виготовлення модельного взуття;
  - виготовлення особливо модного взуття;
  - виготовлення дитячого взуття;
  - виготовлення ортопедичного взуття;
  - виготовлення національного взуття;
  - виготовлення сувенірного взуття;
  - виготовлення взуття за ескізами замовника;
  - виготовлення домашнього взуття;
  - виготовлення взуття з натуральних матеріалів, оздоблене цінним хутром;
  - виготовлення зимового взуття з хутра;
  - виготовлення взуття із штучної та синтетичної шкіри;
  - виготовлення взуття з текстилю та повсті;
  - виготовлення взуття збільшених розмірів та повноти;
  - показ моделей взуття;
  - консультація художника-модельєра;
  - інші послуги;
- послуги з ремонту взуття:
  - послуги з дрібного ремонту верху взуття;
  - виготовлення та прикріплення ремінців, язичків, подовження ремінців та заміна гумок;
  - виготовлення та прикріплення нових прикрас, ремонт старих прикрас та фурнітури;
  - заміна застібки «блискавка»;
  - поставлення набійок, косячків, рубчиків з усіх видів матеріалу;
  - поставлення та ремонт внутрішніх задників, підп'ятників, устілок та напівустілок з різних матеріалів;
  - укріплення підошов, підборів, крокульної частини підошов;
  - замінення крокульної частини підошов у взутті на високих підборах;
  - розтягування взуття;
  - поставлення подовжених підметок;
  - поставлення підборів довільної форми з усіх матеріалів;
  - послуги з ремонту підборів усіх форм;
  - послуги з ремонту та заміни підошов;
  - поставлення супінаторів;
  - вставлення блочків в чобітки замість застібки «блискавка»;
  - зміна довжини та ширини халяв чобітків;
  - виготовлення та прикріплення хутрового опушення, заміна окантувальної частини верху взуття;
  - декоративне оздоблення утинання підошви та підбора під формовану;
  - напівперетягування взуття з усіх матеріалів;
  - усунення переломів підошов та устілок у літньому взутті з заміною деталей низу;
  - поновлення взуття з повною заміною верху з використанням ношених формованих підошов;
  - поновлення повстяного взуття з поставленням бортового обклеювання, підошов, набійок, накладаних деталей верху та декоративним оздобленням;
  - формування сліду повстяного взуття на колодці;
  - поновлення взуття зі зміною моделі шкіряних чобітків за рахунок зменшення висоти халяв та використання їх на заміну зношених деталей;
  - поновлення взуття зі зміною моделі за рахунок використання халяв на деталі верху;
  - оновлення взуття зі зміною методу кріплення з використанням поруватої гуми або натурального каучуку для підошви та бортового обклеювання, а також з використанням формованих підошов;
  - послуги з ремонту гумового та повстяного взуття методом пресової вулканізації;
  - вклеювання нової ворсової тканини;
  - послуги ремонту взуття — огумовування валянків (рибальські калоші);
  - послуги з ремонту взуття з синтетичних матеріалів клейовим способом;
  - послуги з фарбування взуття;
  - фарбування шкіряного взуття;
  - лакування шкіряного взуття;
  - реставрація верху взуття з хромової шкіри, а також з натуральної та синтетичної лакової шкіри розчинами полімерів;
  - оброблення верху шкіряного взуття тонуванням;
  - фарбування, відсвіжування, апретування взуття з велюру та замші;
  - послуги з ремонту взуття інші;
  - виготовлення супутніх виробів та різних додатків до взуття;
  - виготовлення знімних вологозахисних халяв на повстяне взуття;
  - виготовлення знімних халяв з натурального хутра;
  - виготовлення укладок з картону для зберігання взуття;
  - відновлення гігієнічних властивостей внутрішньої частини взуття;
  - консервація взуття;
  - виготовлення колодок;
- виготовлення швейних виробів за індивідуальним замовленням:
  - виготовлення чоловічого верхнього одягу;
  - виготовлення жіночого верхнього одягу;
  - виготовлення дитячого верхнього одягу;
  - виготовлення чоловічого легкого одягу;
  - виготовлення жіночого легкого одягу;
  - виготовлення дитячого легкого одягу;
  - виготовлення чоловічого, жіночого та дитячого спортивного одягу;
  - виготовлення стебнованих пальт, курток та жилеток;
  - виготовлення виробничого одягу;
  - виготовлення форменого одягу;
  - виготовлення національного одягу;
  - виготовлення плащів, курток, накидок та інших виробів з тканин з водовідштовхувальним просоченням, прогумованих тканин;
  - виготовлення одягу в ансамблі (комплекті);
  - виготовлення одягу з раніше виготовлених напівфабрикатів;
  - інші послуги;
- виготовлення виробів зі шкіри за індивідуальним замовленням:
  - виготовлення одягу:
    - з натуральної шкіри;
    - із штучної шкіри;
    - із замші;

  - доповнення до одягу зі шкіри;
  - інші послуги;
- виготовлення виробів з хутра за індивідуальним замовленням:
  - виготовлення чоловічого одягу з натурального хутра:
  - виготовлення жіночого одягу з натурального хутра;
  - виготовлення дитячого одягу з натурального хутра;
  - виготовлення комірів, відлог, манжетів, що пристібаються, з натурального та штучного хутра;
  - виготовлення виробів зі штучного хутра (одяг);
  - доповнення до одягу зі штучного хутра;
  - інші послуги
- Послуги з ремонту єлектропобутової техніки, єлектроніки: 
  - ремонт побутової техніки:
    - ремонт пральних машин;
    - ремонт посудомийних машин;
    - ремонт сушильних машин;
    - ремонт холодильників та морозильників;
    - ремонт пилососів;
    - ремонт м'ясорубок;
    - ремонт кухоних комбайнів;
    - ремонт іншого обладнання;

  - ремонт єлектроніки:
    - ремонт смартфонів;
    - ремонт планшетів;
    - ремонт ноутбуків;
    - ремонт компьютерів;
    - ремонт іншої єлектроніки;